# Ołeh Husiew
Ołeh Anatolijowycz Husiew, ukr. Олег Анатолійович Гусєв (ur. 25 kwietnia 1983 w Sumach) – ukraiński piłkarz grający na pozycji pomocnika, trener piłkarski.

## Kariera piłkarska

### Kariera klubowa
Wychowanek Szkoły Piłkarskiej Zmina Sumy, barwy którego bronił w juniorskich mistrzostwach Ukrainy (DJuFL). W 2000 rozpoczął karierę w miejscowym klubie Frunzeneć-Liha-99 Sumy. Latem 2002 przeszedł najpierw do Borysfena Boryspol, a po 1 meczu do Arsenału Kijów, w którym debiutował w Wyszczej Liże. Od lata 2003 roku jest graczem Dynama Kijów. Od początku pobytu w stołecznym klubie jest jego podstawowym zawodnikiem. Z Dynamem zdobył wiele sukcesów. W grudniu 2016 opuścił kijowski klub. Po pół roku przerwy 13 czerwca 2017 ponownie podpisał kontrakt z Dynamem. Latem 2018 zakończył karierę piłkarską.

### Kariera reprezentacyjna
Husiew jest regularnie powoływany reprezentacji Ukrainy. Został powołany przez Ołeha Błochina na Mistrzostwa Świata 2006. Na mundialu zagrał we wszystkich pięciu spotkaniach swojej drużyny (w tym cztery w pełnym wymiarze czasowym), a w meczu ze Szwajcarią w serii rzutów karnych jego karny przesądził o awansie Ukrainy do 1/4 finału mistrzostw.

## Kariera trenerska
Po zakończeniu kariery piłkarza rozpoczął pracę szkoleniowca. 4 września 2018 został zaproszony do sztabu szkoleniowego Dynama Kijów U-21.

## Sukcesy i odznaczenia

### Sukcesy klubowe
- półfinalista Pucharu UEFA: 2009
- mistrz Ukrainy: 2004, 2007, 2009, 2015, 2016
- zdobywca Pucharu Ukrainy: 2005, 2006, 2007, 2014, 2015
- zdobywca Superpucharu Ukrainy: 2004, 2006, 2007, 2009, 2011

### Sukcesy reprezentacyjne
- ćwierćfinalista Mistrzostw Świata: 2006

### Sukcesy indywidualne
- najlepszy piłkarz roku na Ukrainie (według gazety „Komanda”): 2005.
- najlepszy piłkarz sezonu w Mistrzostwach Ukrainie (wg magazynu „Futbol” oraz strony www.football.ua): 2007.
- wybrany do listy 33 najlepszych piłkarzy roku na Ukrainie: Nr 1 (2003, 2004, 2005, 2006, 2007), Nr 2 (2009)

### Odznaczenia
- tytuł Zasłużonego Mistrza Sportu Ukrainy: 2005[4]
- Order „Za odwagę” III klasy: 2006[5].